# Златен лангур
Златен лангур (Trachypithecus geei) е вид бозайник от семейство Коткоподобни маймуни (Cercopithecidae). Видът е застрашен от изчезване.

## Разпространение
Разпространен е в Бутан и Индия (Асам).